# Liste der Träger des Ehrenzeichens des Landes Vorarlberg in Gold
Diese Liste umfasst alle Träger des Ehrenzeichens des Landes Vorarlberg in Gold, der höchsten Auszeichnung für Verdienste um das österreichische Bundesland Vorarlberg. Die höchste Landesauszeichnung Vorarlbergs kann auf zweierlei Arten verliehen werden: zum einen automatisch durch die Wahl zum Landeshauptmann oder zum Landtagspräsidenten, zum anderen durch den Landesehrenzeichenrat. 
Grundsätzlich erlischt mit dem Tod des Trägers die Gültigkeit des Ehrenzeichens, weshalb die hier aufgeführten Personen all jene sind, denen das Ehrenzeichen in Gold verliehen wurde und nicht nur diejenigen, die aktuell Träger des Ehrenzeichens sind. Durch das Auszeichnungs- und Gratulationengesetz des Landes Vorarlberg aus dem Jahr 2016 (zuletzt geändert im Jahr 2018) ist bestimmt, dass höchstens 24 Personen ein vom Landesehrenzeichenrat verliehenes Goldenes Ehrenzeichen zur selben Zeit führen dürfen. Von dieser Bestimmung ausgenommen sind jene Personen, die das Ehrenzeichen aufgrund ihres Amtes erhalten haben. Die Liste ist chronologisch nach Verleihungsjahr vorsortiert.

## Ehrenzeichenträger
| Name                     | Verleihungsjahr | Verleihungsgrund                                                                                                 |
| ------------------------ | --------------- | --- |
| Ulrich Ilg               | 1963            | Kraft Amt: Landeshauptmann (1945–1964), Landtagspräsident (1945–1949)                                            |
| Josef Andreas Feuerstein | 1963            | Kraft Amt: Landtagspräsident (1949–1964)                                                                         |
| Herbert Keßler           | 1964            | Kraft Amt: Landeshauptmann (1964–1987)                                                                           |
| Karl Tizian              | 1964            | Kraft Amt: Landtagspräsident (1964–1974)                                                                         |
| Anton Ammann             | 1964            | Durch Landesehrenzeichenrat: Generaldirektor der Vorarlberger Illwerke                                           |
| Carl Bitz                | 1964            | Durch Landesehrenzeichenrat: Schweizer Konsul in Bregenz (1939–1962)                                             |
| Lorenz Böhler            | 1964            | Durch Landesehrenzeichenrat: Pionier der modernen Unfallchirurgie                                                |
| Eduard Ulmer             | 1964            | Durch Landesehrenzeichenrat: Landesrat (1945–1963), Landesstatthalter (1959–1963)                                |
| Adolf Vögel              | 1964            | Durch Landesehrenzeichenrat: Landesrat (1932–1938 und 1945–1963)                                                 |
| Franz Michel Willam      | 1965            | Durch Landesehrenzeichenrat: Gelehrter und Schriftsteller                                                        |
| Edwin Albrich            | 1967            | Durch Landesehrenzeichenrat: Gründer der Kuranstalt Montafon                                                     |
| Ernst Kolb               | 1968            | Durch Landesehrenzeichenrat: Bundesminister (1948–1952 und 1952–54), Landesstatthalter (1954–1959)               |
| Opilio Rossi             | 1968            | Durch Landesehrenzeichenrat: Apostolischer Nuntius in Wien (1961–1967)                                           |
| Josef Schoder            | 1968            | Durch Landesehrenzeichenrat: Landesrat (1957–1969)                                                               |
| Franz König              | 1968            | Durch Landesehrenzeichenrat: Erzbischof von Wien (1956–1985)                                                     |
| Pius Fink                | 1972            | Durch Landesehrenzeichenrat: Abgeordneter zum Nationalrat (1945–1970)                                            |
| Gerd Bacher              | 1972            | Durch Landesehrenzeichenrat: Generalintendant des ORF (1967–1974, 1978–1986 und 1990–1994)                       |
| Carl Holböck             | 1972            | Durch Landesehrenzeichenrat: Universitätsprofessor für Kirchenrecht                                              |
| Edwin Loebenstein        | 1972            | Durch Landesehrenzeichenrat: Leiter des Verfassungsdiensts im Bundeskanzleramt (1951–1973)                       |
| Martin Purtscher         | 1974            | Kraft Amt: Landtagspräsident (1974–1987), Landeshauptmann (1987–1997)                                            |
| Hermann Gmeiner          | 1974            | Durch Landesehrenzeichenrat: Schöpfer der SOS-Kinderdörfer                                                       |
| Hildegard Schmidt        | 1975            | Durch Landesehrenzeichenrat: Leiterin des Werks der Frohbotschaft (1948–1973)                                    |
| Martin Müller            | 1975            | Durch Landesehrenzeichenrat: Landesrat (1964–1974), Landesstatthalter (1973–1974)                                |
| Gerold Ratz              | 1975            | Durch Landesehrenzeichenrat: Landesrat (1959–1973), Landesstatthalter (1963–1973)                                |
| Bruno Wechner            | 1975            | Durch Landesehrenzeichenrat: Bischof von Feldkirch (1968–1989)                                                   |
| Hugo Husslein            | 1976            | Durch Landesehrenzeichenrat: Universitätsprofessor für Frauenheilkunde                                           |
| Richard Gassner          | 1977            | Durch Landesehrenzeichenrat: Präsident der Wirtschaftskammer Vorarlberg (1965–1975)                              |
| Sighard Kleiner          | 1978            | Durch Landesehrenzeichenrat: Generalabt des Zisterzienserordens (1953–1985)                                      |
| Leopold Bischof          | 1979            | Durch Landesehrenzeichenrat: Präsident der Vorarlberger Ärztekammer (1966–1981)                                  |
| Kornelius Kryspin-Exner  | 1979            | Durch Landesehrenzeichenrat: Universitätsprofessor für Psychiatrie                                               |
| Walter Rhomberg          | 1982            | Durch Landesehrenzeichenrat: Präsident der Bregenzer Festspiele (1963–1968), Vizepräsident der Wirtschaftskammer |
| Walter Zumtobel          | 1985            | Durch Landesehrenzeichenrat: Gründer und Inhaber der Firma Zumtobel                                              |
| Bertram Jäger            | 1987            | Kraft Amt: Landtagspräsident (1987–1994)                                                                         |
| Konrad Blank             | 1988            | Durch Landesehrenzeichenrat: Landesrat (1964–1988)                                                               |
| Kassian Lauterer         | 1993            | Durch Landesehrenzeichenrat: Abt des Zisterzienserkonvents Wettingen-Mehrerau                                    |
| Alfred Mayer             | 1993            | Durch Landesehrenzeichenrat: Landesrat (1974–1993)                                                               |
| Siegfried Gasser         | 1994            | Kraft Amt: Landtagspräsident (1994–1999)                                                                         |
| Josef Bertsch            | 1995            | Durch Landesehrenzeichenrat: Präsident der Vorarlberger Wirtschaftskammer (1985–1995)                            |
| Günter Rhomberg          | 1995            | Durch Landesehrenzeichenrat: Präsident der Bregenzer Festspiele (1981–2011)                                      |
| Rudolf Mandl             | 1995            | Durch Landesehrenzeichenrat: Landesrat (1969–1984), Landesstatthalter (1974–1984)                                |
| Rainer Reich             | 1995            | Durch Landesehrenzeichenrat: Vorstandsdirektor der Vorarlberger Illwerke (1977–1993)                             |
| Herbert Sausgruber       | 1997            | Kraft Amt: Landeshauptmann (1997–2011)                                                                           |
| Manfred Dörler           | 1999            | Kraft Amt: Landtagspräsident (1999–2004)                                                                         |
| Luis Drexel              | 2001            | Durch Landesehrenzeichenrat: Mitbegründer und langjähriger Präsident von SPAR                                    |
| Gottfried Feurstein      | 2003            | Durch Landesehrenzeichenrat: Abgeordneter zum Nationalrat (1975–2002)                                            |
| Gebhard Halder           | 2004            | Kraft Amt: Landtagspräsident (2004–2010)                                                                         |
| Klaus Küng               | 2005            | Durch Landesehrenzeichenrat: Bischof von Feldkirch (1989–2005)                                                   |
| Josef Neuner             | 2005            | Durch Landesehrenzeichenrat: Theologe                                                                            |
| Erwin Kräutler           | 2006            | Durch Landesehrenzeichenrat: Bischof der Prälatur Xingu                                                          |
| Josef Fink               | 2006            | Durch Landesehrenzeichenrat: Präsident der Vorarlberger Arbeiterkammer (1987–2006)                               |
| Emil Bonetti             | 2007            | Durch Landesehrenzeichenrat: Leiter des „Hauses der jungen Arbeiter“ in Dornbirn                                 |
| Alwin Lehner             | 2008            | Durch Landesehrenzeichenrat: Gründer und Seniorchef von Alpla                                                    |
| Kuno Riedmann            | 2009            | Durch Landesehrenzeichenrat: Präsident der Vorarlberger Wirtschaftskammer (1995–2008)                            |
| Jürgen Weiss             | 2009            | Durch Landesehrenzeichenrat: Präsident des Bundesrats (1995, 1999, 2004 und 2008), Bundesminister (1991–1994)    |
| Bernadette Mennel        | 2010            | Kraft Amt: Landtagspräsidentin (2010–2012)                                                                       |
| Peter Wöß                | 2011            | Durch Landesehrenzeichenrat: Präsident der Ärztekammer für Vorarlberg (1986–2011)                                |
| Markus Wallner           | 2011            | Kraft Amt: Landeshauptmann (seit 2011)                                                                           |
| Gabriele Nußbaumer       | 2012            | Kraft Amt: Landtagspräsidentin (2012–2014)                                                                       |
| Harald Sonderegger       | 2014            | Kraft Amt: Landtagspräsident (seit 2014)                                                                         |
| Christoph Schönborn      | 2022            | Durch Landesehrenzeichenrat: Erzbischof (seit 1995) und Kardinal (seit 1998) von Wien, aufgewachsen im Montafon  |
| Hubert Hämmerle          | 2023            | Durch Landesehrenzeichenrat: Präsident der Vorarlberger Arbeiterkammer (2006–2022)                               |